# Groot-IJsselmonde
Groot-IJsselmonde is de grootste wijk van het Rotterdamse stadsdeel IJsselmonde. Het wordt begrensd door de rijksweg A16/E19 aan de oostzijde, de Rijksweg A15 / Zevenbergsedijkje aan de zuidzijde, de spoorlijn Rotterdam - Dordrecht aan de westzijde en de Nieuwe Maas aan de noordzijde. Het stadsdeel tussen de Nieuwe Maas en de spoorlijn boven station Rotterdam Zuid is geen onderdeel van IJsselmonde maar van het stadsdeel Feijenoord.
In het centrum van Groot-IJsselmonde bevindt zich het Winkelcentrum Keizerswaard, het grootste winkelcentrum van het stadsdeel.  
Groot-IJsselmonde kan worden opgedeeld in de volgende buurten:
- Groenenhagen-Tuinenhoven
- Zomerland
- Sportdorp
- Kreekhuizen
- Hordijkerveld
- Reyeroord
- De Veranda